# Unionville (Tennessee)
Unionville – jednostka osadnicza w Stanach Zjednoczonych, w stanie Tennessee, w hrabstwie Bedford.